# 구 대전형무소 망루
구 대전형무소 망루(舊 大田刑務所 望樓)는 대전광역시 중구에 있는 일제강점기의 건물로, 1939년 대전형무소(현 대전교도소) 확장 당시 형무소 담장 남쪽 모서리에 세워졌던 망루이다.

## 개요
이곳은 대전교도소(건설 당시 대전형무소)가 있던 자리로, 1984년 도심의 확장과 함께 교도소가 이전하면서 담장과 교도소 본관은 철거되어 아파트가 들어서고 남쪽의 망루와 우물만이 보존되었다. 대전형무소는 3.1운동 이후 계속적으로 만세운동이 이어져 한국의 독립운동가들을 수감하기 위해 일제가 소규모로 설치하였던 것을 1939년 대규모 시설로 확장 준공하였다. 도산 안창호 선생 을 비롯한 많은 독립투사들이 수감되어 옥고를 치렀고. 한국 전쟁 당시 연합군에 쫓기던 조선민주주의인민공화국(북한)군이 1.300명의 양민을 포함한 6.000여 명을 무참하게 학살하기도 하였으며 이후에는 화가 이응로가 수감되기도 한 곳이다. 민족의 비극을 되돌아보기 위해 보존되고 있는 망루는 역사의 한 자취로써 의미를 가진다.

## 참고 자료
- 구 대전형무소 망루 - 국가유산청 국가유산포털